# Casa Romaguera (Pont de Molins)
Casa Romaguera és una casa de Pont de Molins (Alt Empordà) inclosa a l'Inventari del Patrimoni Arquitectònic de Catalunya. La casa és deshabitada.

## Descripció
És una casa cantonera situada al centre del poble. Consta de planta baixa, pis i golfes. La coberta és a dues vessants. La façana, de pedra, està recoberta d'una capa d'arrebossats. El portal és d'arc de mig punt amb grans dovelles. Algunes de les obertures de la casa són emmarcades amb carreus ben escairats. El paredat de la casa és de pedra i maó.